# 압둘라히 유수프 아흐메드

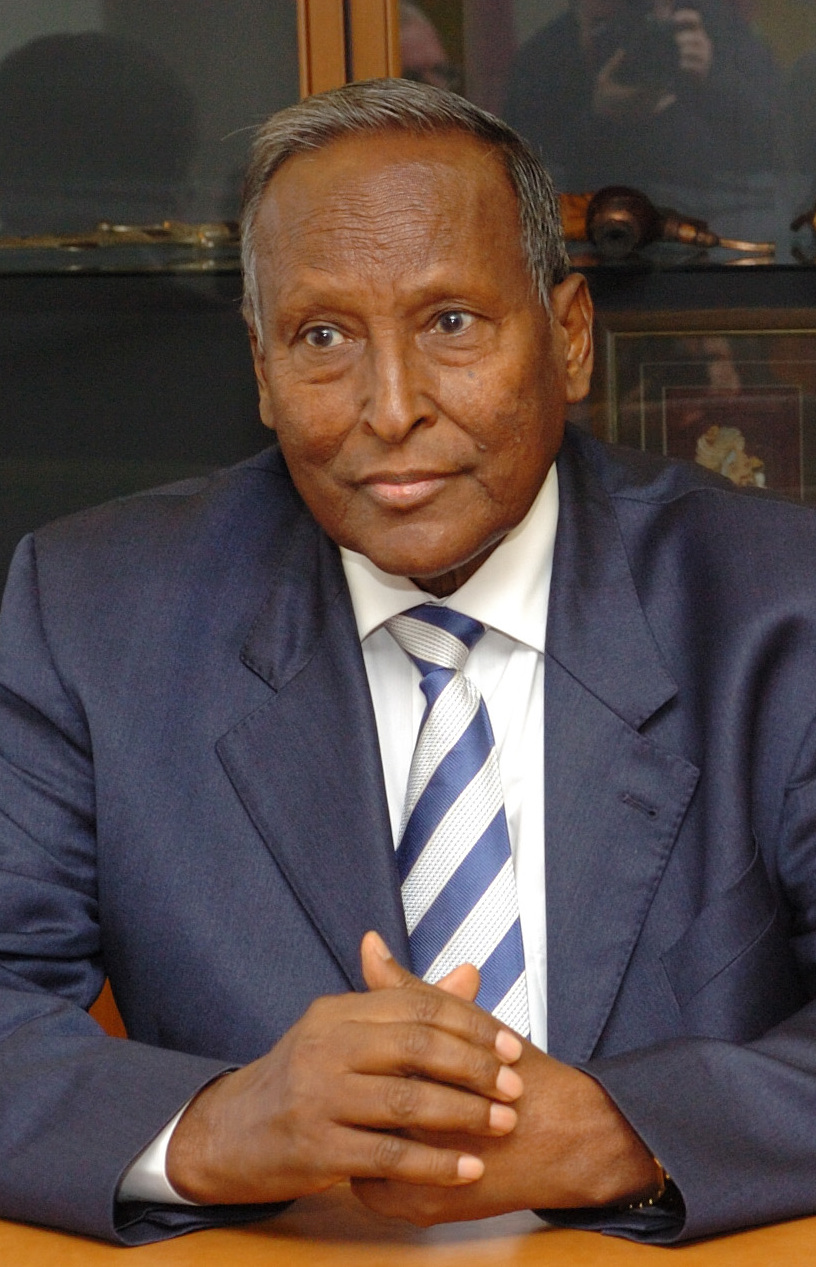
2006년 모습

압둘라히 유수프 아흐메드(Abdullahi Yusuf Ahmed, 소말리어: Cabdullaahi Yuusuf Axmed, 아랍어: عبدالله يوسف أحمد , 1934년 9월 15일 ~ 2012년 3월 23일)는 소말리아의 정치인이다. 그는 소말리아 구제민주전선 (Somali Salvation Democratic Front)의 설립자 가운데 한 사람으로, 푼틀란드 자치 지역의 초대 대통령을 지냈다. 2004년, 소말리아 과도 연방 정부 (Transitional Federal Government, TFG)의 설립을 도왔으며, 2004년부터 2008년까지 소말리아의 대통령을 지냈다.
2012년 3월 23일, 아랍에미리트 두바이의 병원에서 폐렴 합병증세로 사망했다.